# Список халифов

Халиф — официальный титул руководителя Халифата. Халиф являлся представителем исламского пророка Мухаммада, духовным лидером всех мусульман, хранителем и исполнителем Божественных законов на земле. В обязанности халифа входило поддержание законности в стране, обеспечение функционирования всех государственных органов в соответствии с законами шариата, охрана государственных границ, создание условий для нормальной жизнедеятельности граждан. Халифом может быть только мужчина-мусульманин, курейшит, обладающий знаниями религии и справедливый.
Первыми халифами после Мухаммада были Праведные халифы Абу Бакр ас-Сиддик, Умар ибн аль-Хаттаб, Усман ибн Аффан и Али ибн Абу Талиб. После них в Халифате правили династии Омейядов и Аббасидов. После падения Багдадского халифата формальный сюзеренитет Аббасидов был признан мамлюками Египта. После завоевания Египта Османской империей халифами стали султаны из династии Османов. В 1924 году Халифат прекратил своё существование, а вместе с ним завершилась преемственность халифов.

## Исламский халифат
| Имя                         | Период                   | Династия           | Годы правления                  | Примечания                                        |
| --------------------------- | ------------------------ | ------------------ | ------------------------------- | ------------------------------------------------- |
| Абу Бакр ас-Сиддик          | Праведный халифат        | —                  | 632—634                         | первый халиф, тесть пророка Мухаммада             |
| Умар ибн аль-Хаттаб         | Праведный халифат        | —                  | 634—644                         | второй Праведный халиф                            |
| Усман ибн Аффан             | Праведный халифат        | —                  | 644—656                         | третий Праведный халиф                            |
| Али ибн Абу Талиб           | Праведный халифат        | —                  | 656—661                         | четвёртый Праведный халиф, зять пророка Мухаммада |
| Хасан ибн Али               | Праведный халифат        | —                  | 661—661                         | пятый Праведный халиф, внук пророка Мухаммеда     |
| Муавия I ибн Абу Суфьян     | Омейядский халифат       | Омейяды, Суфьяниды | 661—680                         | основатель династии Омейядов                      |
| Язид I ибн Муавия           | Омейядский халифат       | Омейяды, Суфьяниды | 680—683                         | сын Муавии I                                      |
| Муавия II ибн Язид          | Омейядский халифат       | Омейяды, Суфьяниды | 683—684                         |                                                   |
| Марван I ибн аль-Хакам      | Омейядский халифат       | Омейяды, Марваниды | 684—685                         |                                                   |
| Абдул-Малик ибн Мерван      | Омейядский халифат       | Омейяды, Марваниды | 685—705                         |                                                   |
| Аль-Валид I ибн Абдул-Малик | Омейядский халифат       | Омейяды, Марваниды | 705—715                         |                                                   |
| Сулейман ибн Абдул-Малик    | Омейядский халифат       | Омейяды, Марваниды | 715—717                         | брат Валида I                                     |
| Умар ибн Абдул-Азиз         | Омейядский халифат       | Омейяды, Марваниды | 717—720                         | потомок Умара ибн аль-Хаттаба                     |
| Язид II ибн Абдул-Малик     | Омейядский халифат       | Омейяды, Марваниды | 720—724                         |                                                   |
| Хишам ибн Абдул-Малик       | Омейядский халифат       | Омейяды, Марваниды | 724—743                         |                                                   |
| Язид III ибн аль-Валид      | Омейядский халифат       | Омейяды, Марваниды | 743—744                         |                                                   |
| Аль-Валид II ибн Язид       | Омейядский халифат       | Омейяды, Марваниды | 744                             |                                                   |
| Марван II ибн Мухаммад      | Омейядский халифат       | Омейяды, Марваниды | 744—750                         |                                                   |
| Абуль-Аббас ас-Саффах       | Аббасидский халифат      | Аббасиды           | 750—754                         |                                                   |
| Абу Джафар аль-Мансур       | Аббасидский халифат      | Аббасиды           | 754—775                         |                                                   |
| Мухаммад аль-Махди          | Аббасидский халифат      | Аббасиды           | 775—785                         |                                                   |
| Муса аль-Хади               | Аббасидский халифат      | Аббасиды           | 785—786                         |                                                   |
| Харун ар-Рашид              | Аббасидский халифат      | Аббасиды           | 786—809                         |                                                   |
| Мухаммад аль-Амин           | Аббасидский халифат      | Аббасиды           | 809—813                         |                                                   |
| Абдуллах аль-Мамун          | Аббасидский халифат      | Аббасиды           | 813—833                         |                                                   |
| Ибрахим ибн аль-Махди       | Аббасидский халифат      | Аббасиды           | 817—819                         |                                                   |
| Мухаммад аль-Мутасим        | Аббасидский халифат      | Аббасиды           | 833—842                         |                                                   |
| Харун аль-Васик             | Аббасидский халифат      | Аббасиды           | 842—847                         |                                                   |
| Джафар аль-Мутаваккиль      | Аббасидский халифат      | Аббасиды           | 847—861                         |                                                   |
| Мухаммад аль-Мунтасир       | Аббасидский халифат      | Аббасиды           | 861—862                         |                                                   |
| Ахмад аль-Мустаин           | Аббасидский халифат      | Аббасиды           | 862—866                         |                                                   |
| Зубайр аль-Мутазз           | Аббасидский халифат      | Аббасиды           | 866—869                         |                                                   |
| Мухаммад аль-Мухтади        | Аббасидский халифат      | Аббасиды           | 869—870                         |                                                   |
| Ахмад аль-Мутамид           | Аббасидский халифат      | Аббасиды           | 870—892                         |                                                   |
| Абдуллах аль-Мутадид        | Аббасидский халифат      | Аббасиды           | 892—902                         |                                                   |
| Али аль-Муктафи             | Аббасидский халифат      | Аббасиды           | 902—908                         |                                                   |
| Абдуллах ибн аль-Мутазз     | Аббасидский халифат      | Аббасиды           | 908                             |                                                   |
| Джафар аль-Муктадир         | Аббасидский халифат      | Аббасиды           | 908—929, 929—932                |                                                   |
| Мухаммад аль-Кахир          | Аббасидский халифат      | Аббасиды           | 929, 932—934                    |                                                   |
| Ахмад ар-Ради Биллах        | Аббасидский халифат      | Аббасиды           | 934—940                         |                                                   |
| Ибрахим аль-Муттаки         | Аббасидский халифат      | Аббасиды           | 940—944                         |                                                   |
| Абдуллах аль-Мустакфи       | Эмират Буидов            | Аббасиды           | 944—946                         |                                                   |
| Абуль-Касим аль-Мути        | Эмират Буидов            | Аббасиды           | 946—974                         |                                                   |
| Абу Бакр ат-Таи             | Эмират Буидов            | Аббасиды           | 974—991                         |                                                   |
| Ахмад аль-Кадир             | Эмират Буидов            | Аббасиды           | 991—1031                        |                                                   |
| Абдуллах аль-Каим           | Государство Сельджукидов | Аббасиды           | 1031—1075                       |                                                   |
| Абдуллах аль-Муктади        | Государство Сельджукидов | Аббасиды           | 1075—1094                       |                                                   |
| Ахмад аль-Мустазхир         | Государство Сельджукидов | Аббасиды           | 1094—1118                       |                                                   |
| Абу Мансур аль-Мустаршид    | Государство Зангидов     | Аббасиды           | 1118—1135                       |                                                   |
| Абу Джафар ар-Рашид         | Государство Зангидов     | Аббасиды           | 1135—1136                       |                                                   |
| Мухаммад аль-Муктафи        | Государство Зангидов     | Аббасиды           | 1136—1160                       |                                                   |
| Юсуф аль-Мустанджид         | Государство Зангидов     | Аббасиды           | 1160—1170                       |                                                   |
| Хасан аль-Мустади           | Султанат Айюбидов        | Аббасиды           | 1170—1180                       |                                                   |
| Ахмад ан-Насир              | Аббасидский халифат      | Аббасиды           | 1180—1225                       |                                                   |
| Абдул-Азиз аз-Захир         | Аббасидский халифат      | Аббасиды           | 1225—1226                       |                                                   |
| Абу Джафар аль-Мустансир    | Аббасидский халифат      | Аббасиды           | 1226—1242                       |                                                   |
| Абдуллах аль-Мустасим       | Аббасидский халифат      | Аббасиды           | 1242—1258                       |                                                   |
| аль-Мустансир II            | Мамлюкский султанат      | Аббасиды           | 1261—1262                       |                                                   |
| аль-Хаким I                 | Мамлюкский султанат      | Аббасиды           | 1262—1302                       |                                                   |
| аль-Мустакфи I              | Мамлюкский султанат      | Аббасиды           | 1302—1340                       |                                                   |
| аль-Васик I                 | Мамлюкский султанат      | Аббасиды           | 1340—1341                       |                                                   |
| аль-Хаким II                | Мамлюкский султанат      | Аббасиды           | 1341—1352                       |                                                   |
| аль-Мутадид I               | Мамлюкский султанат      | Аббасиды           | 1352—1362                       |                                                   |
| аль-Мутаваккиль I           | Мамлюкский султанат      | Аббасиды           | 1362—1377, 1377—1383, 1389—1406 |                                                   |
| аль-Мутасим                 | Мамлюкский султанат      | Аббасиды           | 1377—1389                       |                                                   |
| аль-Васик II                | Мамлюкский султанат      | Аббасиды           | 1386—1387                       |                                                   |
| аль-Мустаин                 | Мамлюкский султанат      | Аббасиды           | 1406—1414                       |                                                   |
| аль-Мутадид II              | Мамлюкский султанат      | Аббасиды           | 1414—1441                       |                                                   |
| аль-Мустакфи II             | Мамлюкский султанат      | Аббасиды           | 1441—1451                       |                                                   |
| аль-Каим                    | Мамлюкский султанат      | Аббасиды           | 1451—1455                       |                                                   |
| аль-Мустанджид              | Мамлюкский султанат      | Аббасиды           | 1455—1479                       |                                                   |
| аль-Мутаваккиль II          | Мамлюкский султанат      | Аббасиды           | 1479—1497                       |                                                   |
| аль-Мустамсик               | Мамлюкский султанат      | Аббасиды           | 1497—1508, 1516—1517            |                                                   |
| аль-Мутаваккиль III         | Мамлюкский султанат      | Аббасиды           | 1508—1516, 1517—1543            |                                                   |
| Селим I                     | Османская империя        | Османы             | 1517—1520                       |                                                   |
| Сулейман I                  | Османская империя        | Османы             | 1520—1566                       |                                                   |
| Селим II                    | Османская империя        | Османы             | 1566—1574                       |                                                   |
| Мурад III                   | Османская империя        | Османы             | 1574—1595                       |                                                   |
| Мехмед III                  | Османская империя        | Османы             | 1595—1603                       |                                                   |
| Ахмед I                     | Османская империя        | Османы             | 1603—1617                       |                                                   |
| Мустафа I                   | Османская империя        | Османы             | 1617—1618, 1622—1623            |                                                   |
| Осман II                    | Османская империя        | Османы             | 1618—1622                       |                                                   |
| Мурад IV                    | Османская империя        | Османы             | 1623—1640                       |                                                   |
| Ибрагим I                   | Османская империя        | Османы             | 1640—1648                       |                                                   |
| Мехмед IV                   | Османская империя        | Османы             | 1648—1687                       |                                                   |
| Сулейман II                 | Османская империя        | Османы             | 1687—1691                       |                                                   |
| Ахмед II                    | Османская империя        | Османы             | 1691—1695                       |                                                   |
| Мустафа II                  | Османская империя        | Османы             | 1695—1703                       |                                                   |
| Ахмед III                   | Османская империя        | Османы             | 1703—1730                       |                                                   |
| Махмуд I                    | Османская империя        | Османы             | 1730—1754                       |                                                   |
| Осман III                   | Османская империя        | Османы             | 1754—1757                       |                                                   |
| Мустафа III                 | Османская империя        | Османы             | 1757—1774                       |                                                   |
| Абдул-Хамид I               | Османская империя        | Османы             | 1774—1789                       |                                                   |
| Селим III                   | Османская империя        | Османы             | 1789—1807                       |                                                   |
| Мустафа IV                  | Османская империя        | Османы             | 1807—1808                       |                                                   |
| Махмуд II                   | Османская империя        | Османы             | 1808—1839                       |                                                   |
| Абдул-Меджид I              | Османская империя        | Османы             | 1839—1861                       |                                                   |
| Абдул-Азиз                  | Османская империя        | Османы             | 1861—1876                       |                                                   |
| Мурад V                     | Османская империя        | Османы             | 1876                            |                                                   |
| Абдул-Хамид II              | Османская империя        | Османы             | 1876—1909                       |                                                   |
| Мехмед V                    | Османская империя        | Османы             | 1909—1918                       |                                                   |
| Мехмед VI                   | Османская империя        | Османы             | 1918—1922                       |                                                   |
| Абдул-Меджид II             | Турция                   | Османы             | 1922—1924                       |                                                   |

## Кордовский халифат
Кордовский халифат существовал на Пиренейском полуострове. Столицей халифата был г. Кордова. Он возник из Кордовского эмирата, основанного в 756 Омейядом Абдуррахманом I. В начале X века Абдуррахман III восстановил политическое единство эмирата, который к тому времени фактически распался на отдельные феодальные владения. В 929 Абдуррахман III провозгласил себя халифом. Халифы вели почти непрерывные войны с христианскими государствами на севере Пиренейского полуострова: Астурийским и Наваррским. Главой всего государственного аппарата и первым лицом после халифа был хаджиб (камергер). В период наибольшего расцвета (X в.) халифат был одним из самых передовых в экономическом отношении государств в Европе. В начале XI века в халифате наступил период феодальных смут. С 1009 по 1031 сменилось 6 халифов. В 1031 последний халиф Хишам III был свергнут и изгнан из Кордовы, а халифат распался на множество мелких эмиратов.
| Имя               | Годы правления        | Примечания |
| ----------------- | --------------------- | --- |
| Абд ар-Рахман III | 929—961               | Восстановил распавшийся при его предшественниках Кордовский эмират. В 931 году взял Сеуту, в 932 году — Толедо. С 955 года заставил королей Леона и Наварры платить ему дань. Отвоевал у Фатимидов часть Магриба. |
| аль-Хакам II      | 961—976               | При нём халифату пришлось дважды отражать нападение викингов: в 966 и 971 годах. Кроме того приходилось также вести борьбу с династиями Зиридов и Фатимидов в Северном Марокко. |
| Хишам II          | 976—1009, 1010—1013   | Стал халифом в возрасте 10 лет. Вскоре верховной властью в государстве завладел хаджиб аль-Мансур (Победитель), который изолировал молодого халифа во дворце и стал полновластно распоряжаться всеми делами от его имени. |
| Мухаммад II       | 1009 и 1010           | Почти сразу после вступления его на престол началась вражда между ним, сакалиба и берберскими подразделениями гвардии. Уже через несколько месяцев после переворота берберы восстали и сначала провозгласили халифом Хишама, а когда он был убит, передали престол его племяннику Сулейману.                                                                                            |
| Сулейман          | 1009—1010 и 1013—1016 | В первый раз гвардия провозгласила Сулеймана халифом в 1009 году. В следующем году гвардейцы совместно с каталонцами взяли Кордову и вернули престол Мухаммаду. В 1013 году, после того, как берберы взяли и разграбили Кордову, халифом вновь был провозглашён Сулейман. В 1016 году Али ибн Хаммуд ан-Насир при поддержке сакалиба захватил Кордову и был провозглашён новым халифом. |
| Али ан-Насир      | 1016—1018             | В 1016 году взял Кордову, заключил халифа Сулеймана в тюрьму, а затем обезглавил. Став новым халифом Али ан-Насир вначале пользовался поддержкой населения, но затем его популярность резко упала и 22 марта 1018 года он был убит сторонниками Абд ар-Рахмана IV, захватившими Кордову.                                                                                                |
| Абд ар-Рахман IV  | 1018                  | Стал халифом в 1018 году, когда войска его сторонников, среди которых были правитель Альмерии Хайран и эмир Сарагосы Мунзир I аль-Мансур, взяли Кордову и убили Али ан-Насира. |
| Касим аль-Мамун   | 1018—1021 и 1022—1023 | В 1018 году со своей армией занял Кордову, не встретив никакого сопротивления, и был провозглашён новым халифом. Правил более двух лет, но затем был изгнан своим собственным племянником Яхъёй аль-Мутали. В 1022 году на некоторое время вернул себе власть, но в следующем году он был окончательно изгнан из Кордовы, вместе с поддерживавшими его берберами.                       |
| Яхъя аль-Мутали   | 1021—1022 и 1025—1027 | Был халифом около года, пока аль-Касим не вернул себе престол назад. В ноябре 1025 года прибыл в Кордову и пробыл там несколько дней, затем удалился в безопасную, хорошо укреплённую Малагу, оставив в Кордове своего визиря Абу Джафара Ахмада ибн Мусу. Вскоре в городе начались мятежи и в июне 1026 года визирь был изгнан из Кордовы.                                             |
| Абд ар-Рахман V   | 1023—1024             | Не обладал реальной властью и не контролировал ситуацию в государстве. При его правлении Аббадиды в Севилье отделились от Кордовы. Через семь недель правления он был свергнут и убит толпой, направляемой одним из его соперников. |
| Мухаммад III      | 1024—1025             | Был провозглашён халифом в 1024 году, после убийства Абд ар-Рахмана V. В 1025 году он был также свергнут и убит. |
| Хишам III         | 1027—1031             | Был выбран халифом Кордовы в 1027 году, после затяжных переговоров между Кордовской столичной аристократией и эмирами провинций халифата. В 1031 году солдаты во главе с одним из Омейядов, Омайей, убили Хакама и вынудили Хишама III отречься от власти. |

## Фатимидский халифат
| Имя                       | Годы правления | Примечания |
| ------------------------- | -------------- | ---------- |
| Убайдаллах аль-Махди      | 909—934        |            |
| аль-Каим Биамриллах       | 934—946        |            |
| аль-Мансур Биллах         | 946—953        |            |
| аль-Муизз Лидиниллах      | 953—975        |            |
| аль-Азиз Биллах           | 975—996        |            |
| аль-Хаким Биамриллах      | 996—1021       |            |
| аз-Захир Биллах           | 1021—1036      |            |
| Маад аль-Мустансир Биллах | 1036—1094      |            |
| аль-Мустали Биллах        | 1094—1101      |            |
| аль-Амир Биахкамиллах     | 1101—1130      |            |
| аль-Хафиз Лидиниллах      | 1130—1149      |            |
| аз-Зафир Биамриллах       | 1149—1154      |            |
| Иса аль-Фаиз              | 1154—1160      |            |
| аль-Адид Лидиниллах       | 1160—1171      |            |

## Государство Альмохадов
| Имя                     | Годы правления | Примечания |
| ----------------------- | -------------- | ---------- |
| Мухаммад ибн Тумарт     | 1121—1130      |            |
| Абд аль-Мумин           | 1130—1163      |            |
| Абу Якуб Юсуф           | 1163—1184      |            |
| Якуб аль-Мансур         | 1184—1199      |            |
| Мухаммад ан-Насир       | 1199—1213      |            |
| Юсуф аль-Мустансир      | 1213—1224      |            |
| Абдул-Вахид I           | 1224           |            |
| Абдуллах аль-Адиль      | 1224—1227      |            |
| Абу Закария аль-Мутасим | 1227—1235      |            |
| Абу Ала аль-Мамун       | 1227—1232      |            |
| Абд аль-Вахид ар-Рашид  | 1232—1242      |            |
| Али Абуль-Хасан ас-Саид | 1242—1248      |            |
| Умар аль-Мустафик       | 1248—1266      |            |
| Абу Дабус               | 1266—1269      |            |

## Халифат Сокото
Халифат Сокото — исламское государство в северной Нигерии, созданное суфием Османом дан Фодио в результате джихада Фулани в начале 1800-х годов. Правитель Сокото именовался халифом, а его наместники — эмирами. В Сокото было принято шариатское право.

## Хиджаз
- Хусейн ибн Али аль-Хашими в марте 1924 года он провозгласил себя халифом исламского мира, привело к конфликту Хиджаза с Недждом. Война пошла неудачно для Хиджаза, и в октябре 1924 года Хусейн отрёкся от всех своих светских титулов в пользу Али.

## Исламское государство
| Имя                                   | Страна                | Династия | Годы правления | Примечания |
| ------------------------------------- | --------------------- | -------- | -------------- | --- |
| Абу Бакр аль-Багдади                  | Исламское государство | -        | 2014 — 2019    | Не признан как халиф ни одним государством и большинством исламских религиозных деятелей и организаций. Был убит американскими военными. |
| Абу Ибрагим аль-Хашеми аль-Кураши     | Исламское государство | -        | 2019 — 2022    | |
| Абу аль-Хасан аль-Хашеми аль-Кураши   | Исламское государство | -        | 2022           | |
| Абу аль-Хусейн аль-Хусейни аль-Кураши | Исламское государство | -        | 2022 — 2023    | |
| Абу Хафс аль-Хашеми аль-Кураши        | Исламское государство | -        | 2023 —         | |